# Rosa E. Palacio Navas
Rosa E. Palacio Navas (Ancón, 1912- Ciudad de Panamá, 1980) fue una arquitecta panameña. Es reconocida como la primera mujer arquitecta en su país.
Su trabajo más reconocido es el que desarrolló como arquitecta jefe del Banco de Urbanización y Rehabilitación (BUR) donde promovió la vivienda social y los primeros planes de ordenamiento territorial de la ciudad de Panamá, lo que la convierte, también, en una pionera en urbanismo.
Esta arquitecta fundó en Panamá la Asociación Soroptimista de Mujeres en 1956 cuyos objetivos eran luchar por los derechos de las mujeres y la mejora de sus condiciones de vida.
Gracias al trabajo, influencia y trayectoria de Rosa E. Palacio Navas, el Círculo de Arquitectas de Panamá constituyó el Premio Rosita Palacio en el marco del XI Congreso de Arquitectos con el fin de resaltar los aportes profesionales de la mujer en este campo en Panamá.

## Biografía
De madre panameña y padre colombiano, Palacio nació en Ancón en 1912, en ese entonces territorio de la Zona del Canal de Panamá.
Cursó sus estudios secundarios en el Balboa High School entre 1925 y 1928. Posteriormente, Palacio se graduó de arquitecta por la Universidad de Washington en Seattle en los años treinta y formó parte de uno de los periodos más fructíferos de la arquitectura moderna panameña: los años cuarenta.
Tras su regreso a Panamá, Palacio coincidió con un grupo de arquitectos pioneros de la arquitectura del movimiento modernista local: Ricardo J. Bermúdez, Guillermo de Roux y Octavio Méndez Guardia, los tres graduados en Estados Unidos y caracterizados por impulsar el modernismo y a su vez cuestionar la forma tradicional de hacer arquitectura.
Rosa trabajó en sus primeros años como arquitecta en la oficina de Obras Públicas del 15th Naval District y en el U.S. Army Quartermaster en la Zona del Canal, complementó su experiencia trabajando en la firma Tejeira y Villanueva desde donde colaboró en el diseñó el antiguo Hotel Colombia construido en 1937.
Durante ese tiempo, era latente la crisis habitacional con las viviendas de inquilinato y las “barriadas brujas”. Según Samuel Gutiérrez en Marginalidad y vivienda: el problema de las barriadas brujas en la ciudad de Panamá, para finales de los años veinte y principio de los treinta, predominaban los proyectos residenciales de inversión privada dirigidos a las clases alta y media del país, mientras que los altos alquileres, la proliferación de las “malas viviendas” y la falta de coordinación y planificación desfavorecían las clases bajas del país.
Consciente de esta realidad, la generación a la cual Rosa perteneció, ejerció una arquitectura de corte social. Además de diseñar y construir las obras más icónicas de los años cuarenta y cincuenta, este grupo de arquitectos se dedicó a dar los pasos más contundentes y pioneros hacia el urbanismo de la Ciudad de Panamá, introduciendo nuevos retos a la profesión de la arquitectura dedicada al servicio de la sociedad y en beneficio de las “clases que más lo necesitaban”. Palacio, puntualmente realiza esto a través del BUR donde influyó tanto el diseño de la institución como en el desarrollo de las obras. Esta pionera de la arquitectura también representó a la institución en diversos seminarios y congresos latinoamericanos, en los que se intercambiaban experiencias sobre vivienda y desarrollo de las ciudades. Tal es el caso del Primer Seminario Regional sobre Asuntos Sociales, organizado por la Unión Panamericana, en Quito, Ecuador, en 1950. A partir de esto, Rosa desarrolló una serie de recomendaciones para el BUR. Este aporte fue publicado después en la Revista de Ingeniería y Arquitectura con el fin de compartir al gremio ideas nuevas que podían traer beneficio a la institución y al país.
Cabe destacar que el banco fue creado en agosto de 1944, con el propósito de solucionar el problema de la vivienda popular, urbanizar las áreas urbanas, sub-urbanas y rehabilitar sectores en deterioro.

## Publicaciones
Como directora de publicaciones, además de coordinar la revista, publicó una serie de artículos, incluso después de haber dejado la dirección. Entre sus publicaciones más reconocidas figura la nota editorial de 1948: “¿No será ya hora?” en donde la arquitecta expresa con firmeza cuándo será la hora en que se dé el plano regulador de la ciudad y añade la necesidad de desarrollar este mismo ejercicio para las ciudades de Colón, David y otras poblaciones de importancia. Además, hizo eco de obras de gran importancia para el urbanismo del país como: “Algunos aspectos geográficos de las ciudades” y “La vivienda rural panameña” de Ángel Rubio, “Progreso de la vivienda en América Latina” de Anatole Solow y Francis Violich, y el “Informe sobre el desarrollo urbano y el plano regulador de la ciudad de Panamá” por K. H. Brunner. 

## Obras
A esta arquitecta también se le reconoce por el diseño y gestión de la urbanización de Juan Díaz #2 y el edificio histórico de la Ciudad de Colón, llamado las Cuatro Potencias.  Con la Ley 47 de 2002, se declara Conjunto Monumental Histórico el centro histórico de la ciudad de Colón, donde se incluía este edificio.
Adicionalmente, el sello y estilo de Rosa, según Celso Carbonell, quedan registrados en diversas residencias unifamiliares y edificios de apartamentos, trabajados por la firma Tejeira y Villanueva. Este podría ser el caso del edificio Packard y la Casa Mena, la primera ubicada en la Avenida Nacional y la segunda en la calle 41 Este y avenida México en Ciudad de Panamá.
Rosa también fue diseñadora del Edificio Pesé, y la Urbanización de Vista Hermosa. Este último proyecto recibió una medalla de plata en el VI Congreso Panamericano de Arquitectos en 1947, en Lima, Perú.